# 129176 Gerardcarter
129176 Gerardcarter è un asteroide della fascia principale. Scoperto nel 2005, presenta un'orbita caratterizzata da un semiasse maggiore pari a 3,2025651 UA e da un'eccentricità di 0,1367925, inclinata di 13,19381° rispetto all'eclittica.